# Vicente Santos Guajardo
Vicente Santos Guajardo (Villa del Progreso, Coahuila; 1895 - Ciudad de México, 1962) fue un abogado, legislador y ministro de la Suprema Corte de Justicia de la Nación. Se tituló en la entonces Escuela Nacional de Jurisprudencia de la Universidad Nacional de México en 1921. Fue diputado federal por Coahuila de 1924 a 1926 y ocupó diversos cargos en la administración pública federal, entre ellos director del Departamento Jurídico de la Secretaría de Agricultura y Ganadería, magistrado del Tribunal Superior de Justicia del Distrito Federal, subprocurador general de la República, subsecretario de Gobernación, subsecretario del Trabajo, director general del Instituto Mexicano del Seguro Social y subsecretario de Relaciones Exteriores.
Ingresó al Poder Judicial de la Federación en 1934 como ministro de la Suprema Corte de Justicia de la Nación. Fue presidente de la Tercera Sala en 1949 y presidente del máximo tribunal en 1955. Se retiró voluntariamente en 1958.
Fue reconocido como veterano de la Revolución Mexicana en 1950 y ejerció la docencia como profesor de Derecho Administrativo en el Ateneo Fuente de su ciudad natal y en la entonces Escuela Nacional de Jurisprudencia.